# Gmina Zall-Reç
Gmina Zall-Reç (alb. Komuna Zall-Reç) – gmina  położona w środkowej części Albanii. Administracyjnie należy do okręgu Dibra w obwodzie Dibra. W 2011 roku populacja gminy wynosiła 681 w tym 323 kobiet oraz 358 mężczyzn, z czego Albańczycy stanowili 97,06% mieszkańców.
W skład gminy wchodzi dziewięć miejscowości: Bardhaj Reç, Draj Reç, Gjur Reç, Hurdh Reçi, Kraj Reçi, Ndersheni, Qaf Draj, Tharka, Zall-Reç.